# Qormi FC
A Qormi FC máltai labdarúgócsapat, melyet 1961-ben alapítottak. Székhelye Qormi városában található. Jelenleg a máltai élvonalban szerepel.
A klub legnagyobb sikerét 2010-ben érte el, mikor a bajnokságban a dobogó harmadik fokára állt, majd a nemzeti kupában a döntőig menetelt.

## Sikerei
- Máltai élvonal (Premier League Malti)
  - Ezüstérmes (1 alkalommal): 2010

- Máltai kupa:
  - Ezüstérmes (1 alkalommal): 2010